# Missionsschwestern von der Unbefleckten Empfängnis der Mutter Gottes
Die Missionsschwestern von der Unbefleckten Empfängnis der Mutter Gottes (lat.: Sororum Missionariarum ab Immaculata Conceptione Matris Dei,  engl.: Missionary Sisters of the Immaculate Conception of the Mother of God) in Deutschland auch bekannt unter dem Namen „Wilkingheger Missionsschwestern“ (Ordenskürzel: SMIC) sind eine Ordensgemeinschaft von Missionsschwestern in der römisch-katholischen Kirche.

## Geschichte
Die „Wilkingheger Missionsschwestern“ sind aus der Kongregation der Konzeptionistinnen hervorgegangen. Ihr Ursprung geht auf das Jahr 1910 zurück, in diesem Jahr hatte der Missionsbischof Amandus Bahlmann OFM für die Erziehung von Waisenkindern in der Prälatur Santarém in Brasilien von den Konzeptionistinnen aus Rio de Janeiro einige Schwestern zugeteilt bekommen. Während einer Reise durch Deutschland wurde Bischof Bahlmann in Münster mit der Lehrerin Elisabeth Tombrock bekannt gemacht. Ihr Wunsch, in Münster in den Orden der Klarissen einzutreten, erfüllte sich jedoch nicht und deshalb ging sie zusammen mit Bischof Bahlmann als  „Arme Missionsklarisse von der Unbefleckten Empfängnis“ nach Brasilien. Sie trug nun den Ordensnamen „Maria Immaculata von Jesus“ und arbeitete als Lehrerin in der Missionsstation. Zusammen mit den vier Konzeptionistinnen gründete Bischof Bahlmann zunächst die Kongregation der „Missionsklarissen“. Mutter Immaculata, wie Elisabeth Tombrock genannt wurde, übernahm gleichfalls die Leitung der neuen Ordensgemeinschaft.

## Wilkingheger Missionsschwestern
Nach einiger Zeit verließen die Konzeptionistinnen die Missionsstation und wurden durch Postulantinnen aus Deutschland ersetzt. Diese hatten ihre Ausbildung zur Missionsschwester in Münster bei den Klarissen erhalten. Hier wurde auch 1915 im Lourdeskloster (gleichzeitig Novizhaus) zu Münster eine eigenständige Kongregation der „Missionsklarissen“ gebildet.
Infolge des Ersten Weltkriegs ging die Verbindung nach Brasilien verloren. Um jedoch die Einkleidung der Postulantinnen sicherzustellen, genehmigte der Bischof von Münster, Johannes Poggenburg, die Gemeinschaft als eine Kongregation bischöflichen Rechts unter seine Jurisdiktion. Dieser Teil wurde nach dem Kriegsende wieder mit der brasilianischen Gemeinschaft vereint. Um die Ausbildung der Missionsschwestern voranzutreiben, wurde in Wilkinghege bei Münster das Missionskloster und neue Noviziatshaus St. Joseph erbaut. Hieraus leitete sich später die Bezeichnung „Wilkingheger Missionsschwestern“ ab.

## Weitere Entwicklung
Missionsschwestern aus Münster übernahmen Ende 1920 Missionsaufgaben in China, die ersten Missionsschwestern wurden 1931 nach China entsandt. Im gleichen Zeitraum gründeten die Missionsschwestern in Olean, in der Nähe der St. Bonaventure Universität in New York, Vereinigte Staaten, die durch Franziskanern geleitet wird, eine Niederlassung. 1922 wurde die bisherige Gemeinschaft der Missionsklarissen in eine Kongregation päpstlichen Rechts umgewandelt und erhielt den Namen „Missionsklarissen von der Unbefleckten Empfängnis der Mutter Gottes“. 1925 wurde die Ordensgemeinschaft dem Franziskanerorden zugeteilt und lebte nun, statt nach den Ordensregeln der Konzeptionistinnen, nach den Regeln des regulierten dritten Orden des hl. Franziskus. 1929 erhielten die Missionsschwestern ihren endgültigen Namen und führten nun die Bezeichnung „Missionsschwestern von der Unbefleckten Empfängnis der Mutter Gottes“.

## Ausweitung des Ordens
Nach dem Tod der Generaloberin Elisabeth Tombrock († 23. April 1938) war die Kongregation in Brasilien, in den USA, in China und in Deutschland verbreitet. 1941 wurden die beiden Missionsklöster in Münster durch das Naziregime beschlagnahmt und die weitere Entsendung von Missionsschwestern verboten. Die Mehrzahl der Schwestern wurde auf Klöster im Oldenburger Land verteilt. Nach dem Neubeginn im Jahr 1947 begann sich die deutsche Provinz neu aufzustellen, es wurden in Warendorf, Mühlen, Griethausen, Hochheide, Wadersloh, Hagen, Münster-Nienberge, Meckenheim, Wesel und Bad Bentheim Niederlassungen und karitative Einrichtungen erbaut. Die Schwestern arbeiteten in  Altenheimen, Kindergärten, in der ambulanter Krankenpflege, darüber hinaus im Missionskolleg und in Pfarrgemeinden.
1948 musste die Niederlassung in China aufgegeben werden, die Missionsschwestern flohen nach Taiwan und errichteten dort eine neue Niederlassung. Die Entsendung von Missionsschwestern aus Deutschland nach Taiwan wurde 1954 aufgenommen. Die 1962 errichtete Niederlassung in Namibia ist seit 1998 eine eigenständige Ordensprovinz.
Mit dem Ende des Zweiten Vatikanischen Konzils begann für die Ordensgemeinschaft ein Neuorientierung und Umstrukturierung, 1988 wurde die überarbeitete Konstitution von Papst Johannes Paul II. approbiert.

## Organisation
Seit 2000 ist das Lourdeskloster in Münster das Mutterhaus der deutschen Provinz, während das Kloster in Münster-Wilkinghege aufgegeben werden musste. Zum deutschen Provinzialat gehören die Kommunitäten Lourdeskloster in Münster, St. Konrad in Münster, St. Joseph in Griethausen, St. Joseph in Meckenheim, die Chinesische Schwestern-Kommunität in Sankt Augustin.
Das Mutterhaus der amerikanischen Provinz und das Generalat sind in West Paterson N.J. (USA) beheimatet.
Weltweit ist die Ordensgemeinschaft somit in folgende Ordensprovinzen aufgeteilt:
- Deutschland: Provinzialat in Münster;
- USA: Generalat und Provinzialat in West Paterson N.J.
- Brasilien: Provinzialat in Belém, Pará; Provinzialat Salvador in Bahia;
- Taiwan: Provinzialat in Tainan;
- Philippinen: Noviziat in Manila und
- Namibia: Provinzialat in Gobabis

## Lebensweise
Die Missionsschwestern leben nicht in Klöstern, sondern in Wohngemeinschaften. Sie teilen ihr Leben mit ihren Mitmenschen und versuchen die örtlichen Lebensgewohnheiten anzunehmen. Ihr Leitgedanke ist durch die Ordensregeln vorgegeben; Merkmale ihrer Spiritualität sind das gemeinsame Gebet und die Hingabe an die „Heilige Jungfrau Maria“.